# Криволапов Михайло Олександрович
Кривола́пов Миха́йло Олекса́ндрович (16 вересня 1936, с. Антонівка, Білоцерківський район, Київська обл. — 13 лютого 2020, м. Київ) — український вчений-мистецтвознавець, педагог. Дійсний член (академік) Національної академії мистецтв України (1997), доктор мистецтвознавства (2012), професор (1992). Заслужений діяч мистецтв України (1992), заслужений діяч культури Польщі (1977). Член Національної спілки художників України (1974).

## Біографія
Михайло Олександрович Криволапов народився 16 вересня 1936 року в с. Антонівка Київської області. У 1954 році закінчив Ризьке художнє поліграфічне училище, після закінчення училища працював за направленням у журналі «Дружба» (м. Махачкала, Дагестан). У 1956 році виходять його перші публікації в журналах та газетах Дагестану. Наприкінці 1950-х років переїздить до Києва, де працює у друкарнях і видавництвах начальником виробництва, технічним і художнім редактором у Державному видавництві образотворчого мистецтва і музичної літератури, Академії будівництва та архітектури. В 1968 році закінчує Київський державний художній інститут за спеціальністю «Мистецтвознавство» (педагоги з фаху — П. Білецький та Л. Владич).
У 1970 році разом з іншим вченим-мистецтвознавцем П. Говдею заснував журнал «Образотворче мистецтво», де працював відповідальним секретарем і членом редколегії.
У 1971–1978 роках очолював Управління образотворчих мистецтв Міністерства культури УРСР, був членом колегії, головним експертом художньо-експертної колегії по образотворчому мистецтву, очолював Республіканську Раду по монументальному мистецтву Міністерства культури й Держбуду України та Художню-експертну комісію (закупівельну) з образотворчого і народного мистецтва.
З 1978 по 1993 рік обіймав посаду проректора з наукової роботи Київського державного художнього інституту, у 1987–1988 роках виконував обов'язки ректора цього інституту. У 1987–2004 роках — завідувач кафедри теорії та історії мистецтв Національної академії образотворчого мистецтва і архітектури.
У 1996 році став одним із засновників Національної академії мистецтв України. У 1997–2007 роках був головним ученим секретарем НАМУ.
Упродовж багатьох років був головою та членом державних художньо-експертних рад Міністерства культури і мистецтв України, членом президії та правління Спілки художників України, головою секції критики та мистецтвознавства Київської організації Спілки художників України, членом Комітету ЮНЕСКО з проблем вивчення культур слов'янських народів. головою науково-методичної Комісії з питань вищої мистецької освіти Міністерства культури і туризму України.

## Наукова діяльність
М. О. Криволапов є провідним фахівцем у галузі теорії та історії образотворчого мистецтва, досліджує питання становлення і розвитку мистецтвознавчої науки та художньої критики в Україні XX століття.
У науковому здобутку М. О. Криволапова — понад 160 наукових праць і публікацій: монографічних досліджень, альбомів, навчально-методичних посібників (у тому числі виданих за кордоном — в Росії, США, Франції, Хорватії). Як мистецтвознавець і художній критик виступає в пресі з 1956 року.
Є активним учасником всеукраїнських та міжнародних конференцій, де виступає з доповідями на теми історії національного образотворчого мистецтва та художньої критики. Як член комісії ЮНЕСКО від України неодноразово представляв Україну на міжнародних форумах з питань розвитку слов'янських культур. Обирався делегатом усіх Всесвітніх форумів українців і славістів.

### Праці
1. «Анатолій Базилевич» (1976)
2. «Образотворче мистецтво Радянської України» (1977)
3. «Літопис мужності» (1978, у співавторстві)
4. «Художник Петро Сльота» (1982)
5. «Віктор Пузирков» (1988)
6. «Олександр Лопухов» (1991)
7. «Віктор Шаталін» (1991)
8. «Українська академія мистецтва» (1994)
9. «Віктор Пузирков та його учні» (2003, у співавторстві)
10. «Спілка художників України. Сторінки історії» (2006)
11. «Українське мистецтво ХХ ст. в художній критиці: практика, теорія, історія» (2006)
12. «Про мистецтво і художню критику першої половини ХХ століття» (2006).

## Нагороди
- Медаль «В пам'ять 1500-річчя Києва»
- Медаль «Ветеран праці»
- Почесна Грамота Верховної Ради України (2006)
- Почесна грамота Кабінету Міністрів України (2006)
- Золота медаль Академії мистецтв України (2006)
- Почесна відзнака Київського міського голови «Знак Пошани» (2006).
- Нагрудний знак «Відмінник культури СРСР» (1972)
- Лицарський Орден Архистратига Михаїла